# Fort Dix
Fort Dix ist ein amerikanischer Militärstützpunkt in Burlington County, New Jersey. Er wurde 1939 nach John Adams Dix benannt. Das Gelände beherbergt ein großes Militärgefängnis mit 4.724 Insassen. Seit Oktober 1997 werden hier vor allem Reservisten trainiert.
1976 gab es in dem Fort einen lokalen Ausbruch der Schweinegrippe.
Mit den benachbarten Stützpunkten McGuire Air Force Base und Naval Air Engineering Station Lakehurst wurde er 2005 zur Joint Base McGuire-Dix-Lakehurst fusioniert.
2007 wurde eine Gruppe von Islamisten verurteilt, weil sie einen Anschlag auf Fort Dix geplant hatten.
Ein weltweit bekannter Häftling war George Jung, dessen Leben der Film Blow widerspiegelt, und der nach einer Verlegung am 2. Juni 2014 aus der Haft entlassen wurde.